# Tessarecphora
Tessarecphora is een kevergeslacht uit de familie van de boktorren (Cerambycidae). De wetenschappelijke naam van het geslacht werd voor het eerst geldig gepubliceerd in 1857 door Thomson.

## Soorten
Tessarecphora is monotypisch en omvat slechts de volgende soort:
- Tessarecphora arachnoides Thomson, 1857